# Eparchie babrujská
Eparchie Babrujsk je eparchie běloruské pravoslavné církve nacházející se v Bělorusku.

## Území a titul biskupa
Zahrnuje správní hranice území Babrujského, Bychaŭského, Hluského, Kiraŭského, Kličaŭského a Asipovičského rajónu Mohylevské oblasti.
Eparchiálnímu biskupovi náleží titul biskuo babrujský a bychaŭský.

## Historie
V březnu 1923 byl zřízen babrujský vikariát minské eparchie. Vikariát zanikl na začátku 60. let.
Eparchie byla zřízena rozhodnutím Svatého synodu z části území mohylevské eparchie dne 24. prosince 2004.

## Seznam biskupů

### Babrujský vikariát minské eparchie
- 1923–1937 Filaret (Ramenski)
- 1953–1956 Mytrofan (Gutovskyj)
- 1956–1961 Leontij (Bondar)

### Babrujská eparchie
- 2004–2005 Pjotr (Karpusjuk)
  - 2005–2007 Safronij (Juščuk)
- od 2007 Serafim (Bělonožko)